# Desafio (álbum de Belo)
Desafio é o primeiro álbum do cantor Belo lançado em 2000 pela EMI, o álbum contém 16 faixas.

## Faixas
| N.º | Título               | Compositor(es)                            | Duração |  |
| 1.  | "Procura-Se Um Amor" | Prateado Carica                           | 3:57    |  |
| 2.  | "Desafio"            | Adalto Magalha Délcio Luiz                | 4:01    |  |
| 3.  | "Eternamente"        | Luiz Cláudio Regis Danese                 | 4:25    |  |
| 4.  | "Tua Boca"           | Ronaldo Monteiro de Souza Sergio Saraceni | 3:10    |  |
| 5.  | "Ser Feliz de Novo"  | Chiquinho dos Santos Marcelo Martinez     | 3:27    |  |
| 6.  | "Voar com Você"      | Luiz Cláudio Picolé Prateado              | 3:46    |  |
| 7.  | "Aeroporto"          | Altay Veloso Luiz                         | 4:29    |  |
| 8.  | "Sempre Te Amar"     | dos Santos                                | 3:53    |  |
| 9.  | "Um Dia, Um Adeus"   | Guilherme Arantes                         | 4:04    |  |
| 10. | "Nuvem"              | Ademir Fogaça                             | 3:50    |  |
| 11. | "Acasalamento"       | Veloso                                    | 4:13    |  |
| 12. | "Quem é Você?"       | Alex Theodoro Ferreira Nico               | 4:25    |  |
| 13. | "Não Deu em Nada"    | Picolé Prateado                           | 3:35    |  |
| 14. | "Meu Recado"         | Aldino                                    | 4:09    |  |
| 15. | "Só Te Querer"       | Edmon Costa Júlio Borges                  | 3:59    |  |
| 16. | "Quem Será?"         | Belo Felipe Bravo Martinez                | 3:42    |  |

## Músicos
- Prateado : Baixo em todas as faixas exceto "Tua Boca", Violão em "Desafio"
- Nando : Baixo em "Tua Boca"
- Rick : Bateria em "Só Te Querer", "Ser Feliz de Novo", "Eternamente", "Acasalamento", "Não Deu em Nada", "Um Dia, Um Adeus" e "Desafio"
- Duda Mendes : Bateria em "Procura-se Um Amor", "Meu Recado", "Aeroporto", "Quem é Você", "Voar com Você", "Nuvem" e "Sempre te Amar"
- Serginho Herval : Bateria em "Tua Boca"
- Jotinha : Teclados em "Meu Recado (sintetizador)", "Acasalamento (piano e bells)", "Aeroporto (piano e sintetizador)", "Quem é Você (flauta)", "Voar Com Você (vibrafone)", "Não Deu em Nada (sintetizador)" e "Um Dia, Um Adeus (piano)"
- Fernando Merlino : Teclados em "Só Te Querer", "Ser Feliz de Novo", "Procura-se Um Amor", "Eternamente", "Um Dia, Um Adeus" e "Sempre te Amar"
- Eduardo Neto : Teclados em "Aeroporto", "Não Deu em Nada" e "Nuvem"
- Renan Penedo : Teclados em "Tua Boca"
- Torcuato Mariano : Teclados em "Tua Boca (violão) e "Só te Querer", Percussão eletrônica, bateria eletrônica e guitarra em "Eternamente" e "Quem Será (violão), Guitarra sitar em "Procura-se Um Amor", Moog em "Desafio" e "Quem Será"
- Marcos Arcanjo : Violão em todas as faixas exceto "Desafio" e "Tua Boca"
- Mauro Diniz : Cavaquinho em "Ser Feliz de Novo", "Procura-se um amor", "Meu Recado", "Aeroporto", "Quem é Você", "Voar com Você", "Sempre te Amar" e "Desafio"
- Carica : Cavaquinho em "Meu Recado", "Acasalamento", "Aeroporto", "Não Deu em Nada" e "Nuvem", Banjo em "Desafio"
- Arlindo Cruz : Banjo em "Procura-se um Amor", "Meu Recado", "Acasalamento", "Aeroporto", "Quem é Você", "Voar com Você", "Não Deu em Nada", "Nuvem" e "Sempre te Amar"
- Tuta : Tantan em todas as faixas exceto "Desafio" e "Tua Boca"
- Fumaça : Pandeiro em todas as faixas exceto "Tua Boca"
- Bira Presidente : Pandeiro em "Nuvem"
- Gonzalez : Ganzá em todas as faixas, Tamborim em "Meu Recado", "Acasalamento", "Aeroporto", "Voar com Você", "Sempre te Amar" e "Desafio", Congas em "Só te Querer (pandeirola e cowbell), "Ser Feliz de Novo", "Eternamente" (pandeirola e cowbell) e "Um Dia, Um Adeus", Castanholas, caxixi e xiquerê em "Quem é Você"
- Anselmo Lima : Sax-soprano nas faixas "Eternamente", "Meu Recado", "Quem é Você", "Nuvem" e "Sempre te Amar", Sax-alto em "Voar com Você", Flauta em "Não Deu em Nada", Teclados em "Desafio"
- Milton Guedes : Sax em "Tua Boca"
- Abdullah, Júlio Borges, Lourenço, Edmon, Levy, Branca, Leila Monjardim e Ronaldo Barcellos : Coro em todas as faixas exceto "Só te Querer" e "Tua Boca"
- Abdullah, Júlio Borges, Edmon, Alexandre Dantas e Alexandre Lucas : Coro em "Só te Querer"
- Viviane Araújo : Voz em "Quem Será"
- Metais nas faixas "Só te Querer" e "Ser Feliz de novo" :
- Arranjos : Serginho Trombone
- Anselmo Lima, Zé Canuto e Zé Carlos : Flautas
- Jessé e Bidinho : Flugel e trompetes
- Serginho Trombone : Trombone
- Anselmo Lima : Sax-alto
- Zé Carlos : Sax-tenor
- Zé Canuto : Sax-barítono
- Cordas nas faixas : "Acasalamento", "Procura-se um amor", "Quem é Você", "Um Dia, Um Adeus" e "Voar com Você" :
- Arranjos : Jotinha
- Michel Bessler, José Alves, João Daltro, Ricardo Amado, Antonella Pareschi, Walter Hack e Perrota : Violinos
- Bernardo Bessler : Violino spalla
- Marie Chrstine Springuel e Jesuína Passaroto : Violas
- Márcio Malard e Alceu Reis : Cellos
- Arregimentação : Perrota